# Farfantepenaeus aztecus
Farfantepenaeus aztecus is een tienpotigensoort uit de familie van de Penaeidae. De wetenschappelijke naam van de soort is voor het eerst geldig gepubliceerd in 1891 door Ives.